# 산드라 도시
산드라 도시(Sandra Dorsey, 1939년 9월 28일 ~ )는 미국의 배우, 텔레비전 배우, 무대 연출가, 영화배우, 저널리스트이다.
애틀랜타에서 태어났다.

## 영화
- 덤 앤 더머 투 (2014년)
- 프랑켄슈타인 (2004년)
- 리틀 고르디 (1995년)
- 슬리퍼웨이 캠프 3 (1988년)
- 노마 레이 (1979년)